# Сан, Грегори
Грегори Сан (англ. Gregory Sun; 10 августа 1962, Порт-оф-Спейн) — бобслеист, представлявший на международных стартах Тринидад и Тобаго, участник трёх Олимпийских игр.

## Карьера
На Олимпийский играх Грегори Сан дебютировал в 1994 году в возрасте 31 года. В Лиллехаммере он был знаменосцем сборной на церемонии открытия, а также выступал в соревновании двоек в паре с разгоняющим Кёртисом Харри. В лучшем для тринидадского экипажа втором спуске Сан и Харри показали 37-й результат со временем 54.88. По сумме всех четырёх заездов они расположились на 37-м месте, проиграв почти 10 секунд олимпийским чемпионам из Швейцарии, но обойдя шесть экипажей (две команды Американских Виргинских островов, а также команды Американского Самоа, Сан-Марино, Пуэрто-Рико и Ямайки).
На Олимпиаде в Нагано Сан вновь выступал с Кёртисом Харри, который стал знаменосцем команды. В соревновании двоек тринидадская команда показала 32-й результат, опередив четыре команды по времени, а ещё две оказались ниже из-за того, что не смогли завершить все четыре попытки.
На третьей в карьере Олимпиаде в Солт-Лейк-Сити Грегори Сан второй раз в карьере был знаменосцем сборной на церемонии открытия. На этот раз он выступал без бессменного разгоняющего Харри, получившего за месяц до Игр травму. В первых двух заездах разгоняющим сборной был Эндрю Макнили, в решающих — Эррол Агилера. Тринидадский экипаж выступил не лучшим образом, заняв последнее 37-е место, а в лучшем спуске показав только 34-й результат.
После Олимпиады 2002 года Грегори Сан завершил спортивную карьеру и занял пост президента федерации бобслея Тринидада и Тобаго.